# Єрн Андерсен
Єрн Андерсен (норв. Jørn Andersen; нар. 3 лютого 1963, Фредрікстад) — колишній норвезький футболіст, що грав на позиції нападника. По завершенні ігрової кар'єри — футбольний тренер.
Виступав за норвезькі, німецькі та швейцарські клуби, а також національну збірну Норвегії. Найкращий бомбардир чемпіонатів Норвегії (1985) та ФРН (1990).
Як тренер працював зі швейцарськими, німецькими, грецькими та австрійськими клубами, а також збірними КНДР та Гонконгу.

## Клубна кар'єра
Андерсен народився в місті Фредрікстад, його кар'єра почалася в місцевій команді «Остсіден», де він грав до 1982 року. Згодом він перейшов в «Фредрікстад» і забив 25 голів в 64 матчах норвезької Прем'єр-ліги. Перед сезоном 1985 року нападник за грошову компенсацію перейшов до «Волеренги», де Андерсен зміг забити 23 голи всього за 22 матчі в столичній команді і став найкращим бомбардиром чемпіонату Норвегії.
У 1985 році норвежця підписав німецький «Нюрнберг». У 78 матчах Єрн забив 28 голів, потім він перейшов в «Айнтрахт» з Франкфурта. У 1990 році Андерсен став першим іноземним гравцем, який став найкращим бомбардиром Бундесліги з 18 голами в сезоні.
У сезоні 1990/91 Андерсен грав за «Фортуну» з Дюссельдорфа, а згодом повернувся у Франкфурт-на-Майні. Після цього він приєднався до «Гамбурга», де провів сезон 1994/95, а його останнім клубом у Німеччині став «Динамо» з Дрездена.
З Дрездена Андерсен переїхав у Швейцарію і в 1995 році став гравцем «Цюриха». Перехід не був успішним і він забив лише двічі в 53 матчах чемпіонату. Потім він грав за «Лугано» та «Локарно», в складі яких взагалі не забивав.
Завершив професійну ігрову кар'єру у клубі «Локарно», за команду якого виступав протягом 1999—2001 років.

## Виступи за збірну
1985 року дебютував в офіційних матчах у складі національної збірної Норвегії. Його останній міжнародний матч пройшов в рамках відбору на чемпіонат Європи 1992 року проти збірної Угорщини 17 жовтня 1990 року, в якому Андерсен вийшов на заміну замість Яна Івара Якобсена. Гра завершилася безгольовою нічиєю.
Протягом кар'єри у національній команді, яка тривала 6 років, провів у формі головної команди країни 27 матчів, забивши 5 голів.

## Кар'єра тренера
Після закінчення кар'єри Андерсен став тренером молодіжного складу «Люцерна», потім повернувся до Німеччини, де тренував «Рот Вайс» (Обергаузен) з Другої Бундесліги з 2003 по 2004 рік. Після цього він був помічником Горста Кеппеля у «Боруссії» (Менхенгладбах).

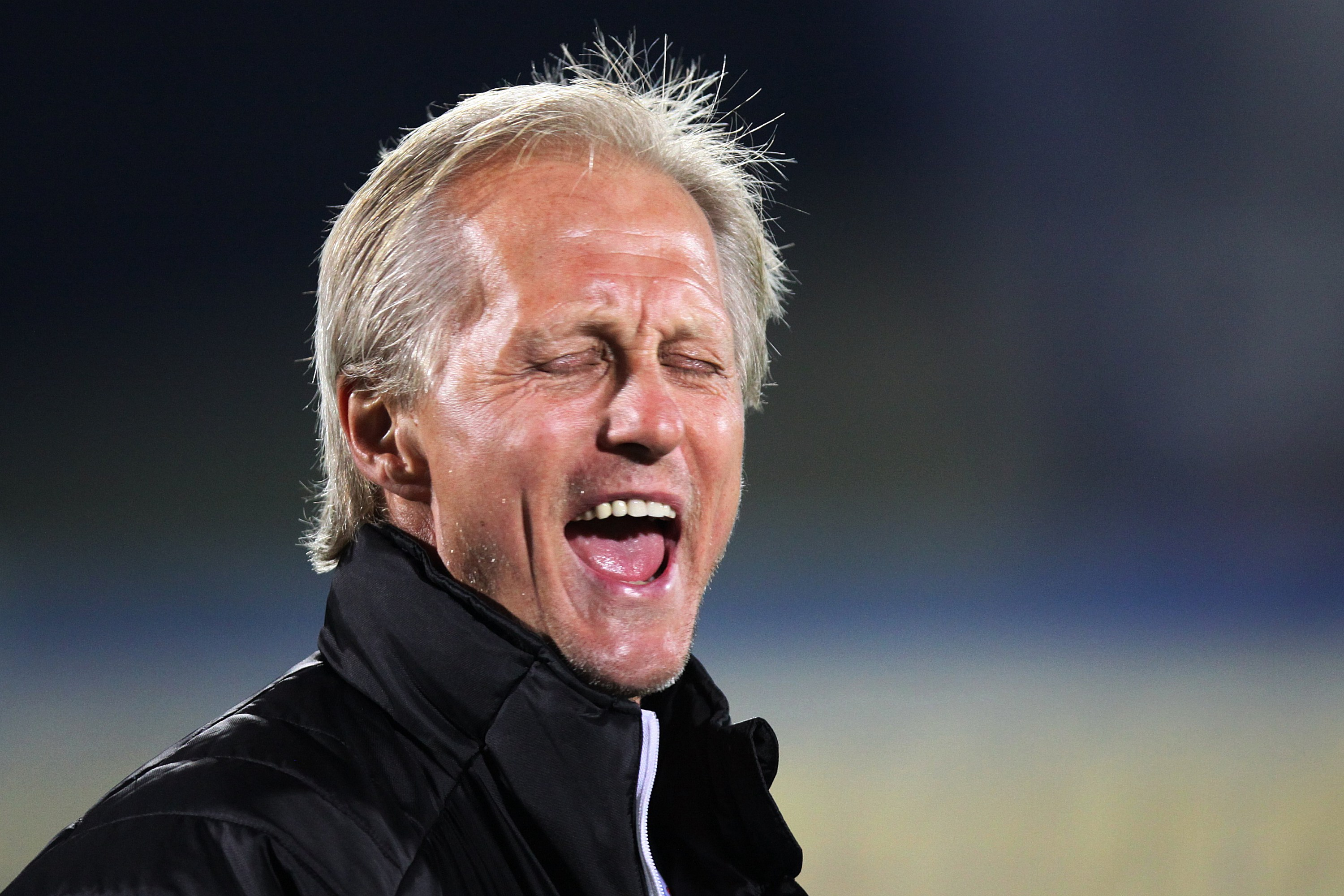
Єрн Андерсен під час роботи з «Аустрією» (Зальцбург). 2 жовтня 2015 року.

У вересні 2006 року в інтерв'ю норвезькій газеті «Verdens Gang» Андерсен стверджував, що кілька разів розмовляв з Йоахімом Левом щодо посади помічника тренера збірної Німеччини. Лев підтвердив, що переговори мали місце. Андерсен говорив, що він не отримав посади у зв'язку з його національністю.
У травні 2007 року Андерсен підписав контракт з грецькою командою з Суперліги «Ксанті». Він провів з клубом лише один рік, так як в червні 2007 року контракт був розірваний з особистих причин.
В кінці 2007 року норвезький фахівець підписав контракт з клубом Другої Бундесліги, «Кікерс» (Оффенбах), але не зміг врятувати команду від вильоту.
20 травня 2008 року Андерсен підписав дворічний контракт з іншим клубом Другої Бундесліги, «Майнцом». При ньому команда досягла підвищення в Бундеслігу. Незважаючи на успіх команди, Андерсен був звільнений 3 серпня 2009 року.
У середині грудня 2010 року Єрн був призначений тренером команди чемпіонату Греції, «Лариса». Після всього 24 днів на посаді, за які команда програла три матчі ліги і вилетіла з кубку Греції, не забивши жодного гола, він був звільнений.
Шість місяців потому, 6 листопада 2011 року, Андерсен повернувся в Німеччину і став тренером клубу другого дивізіону, «Карлсруе». Проте вже в березні наступного року норвежець був звільнений через незадовільні результати.
З 2 січня 2015 року очолює тренерський штаб команди третього австрійського дивізіону «Аустрія» (Зальцбург), яку того ж року вивів до другого дивізіону. Втім у грудні 2015 року контракт був розірваний через фінансові проблеми клубу.

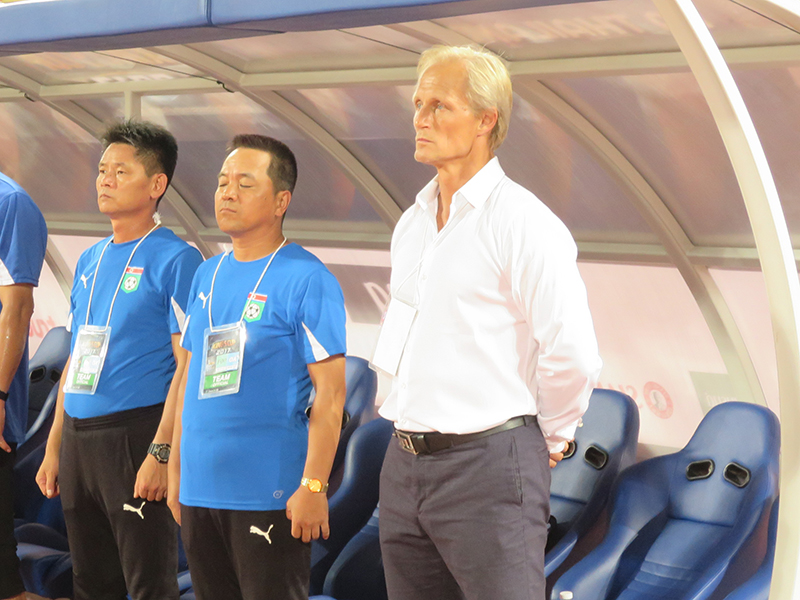
Єрн Андерсен під час роботи зі збірною Північної Кореї. 2017 рік.

У травні 2016 року Андерсен очолив збірну Північної Кореї. Це стало першим випадком, коли Північна Корея призначила іноземного менеджера з 1993 року. Під його керівництвом команда провела 15 ігор (8 перемог, 4	нічиї, 3 поразки), після чого 27 березня 2018 року Андерсен звільнився з посади з фінансових причин.
У червні 2018 року він був оголошений новим тренером південнокорейської команди «Інчхон Юнайтед». Його звільнили 15 квітня 2019 року, коли «Інчхон» опинився в нижній частині таблиці, набравши лише чотири очки в останнії семи матчах.
У грудні 2021 року Андерсен був призначений головним тренером збірної Гонконгу. У червні 2022 року він вивів команду на Кубок Азії 2023 року, що сталося вперше з 1968 року. Втім на самому турнірі гонконзці програли усі три матчі і стали другою найгіршою командою турніру. Андерсен також очолював збірну Гонконгу до 23 років під час Азійських ігор 2022 року, де вони посіли 4 місце, що є найкращим результатом в історії команди.

## Особисте життя
Єрн є сином гандболістки Б'єрг Андерсен (норв. Bjørg Andersen), яка представляла збірну Норвегії на трьох чемпіонатах світу.
1993 року Андерсен став громадянином Німеччини. Його син Ніклас — також футболіст, виступав за молодіжну збірну Німеччини.

## Досягнення
- Найкращий бомбардир норвезького Першого дивізіону: 1985 (23 голи)
- Найкращий бомбардир німецької Бундесліги: 1989/90 (18 голів)